# Wohlfundierte Induktion
Die wohlfundierte Induktion ist eine formale mathematische Beweismethodik, welche auch in der Informatik (zum Beispiel in funktionalen Programmiersprachen) Anwendung findet. Das Prinzip lautet: Zeige, dass eine Aussage {\displaystyle \operatorname {A} } für alle Elemente wahr ist, jeweils unter der Voraussetzung, dass sie für alle „kleineren“ Elemente wahr ist. Als Ordnungsrelation „kleiner“ wird eine wohlfundierte Relation {\displaystyle \prec } benötigt.
Das Schema der wohlfundierten Induktion ist:
{\displaystyle {\frac {\forall y{\Big (}{\big (}\forall z\prec y\ \operatorname {A} (z){\big )}\Rightarrow \operatorname {A} (y){\Big )}}{\forall x\ \operatorname {A} (x)}}}
Im Unterschied zur strukturellen Induktion gibt es keine explizite Induktionsbasis und auch keinen expliziten Induktionsschritt: Die Aussage {\displaystyle \operatorname {A} (y)} muss für alle {\displaystyle y} gezeigt werden, jeweils unter der Annahme, dass {\displaystyle \operatorname {A} (z)} für alle {\displaystyle z\prec y} gilt. (Letzterer Nachweis ist analog zum gewohnten Vollständigen Induktionsschritt.) Ist die Prämisse {\displaystyle \forall z\prec y\ \operatorname {A} (z)} leer, was heißt, dass es keine kleineren Elemente als {\displaystyle y} gibt, dann liegt implizit ein Basisfall vor.